# La conducta del entendimiento

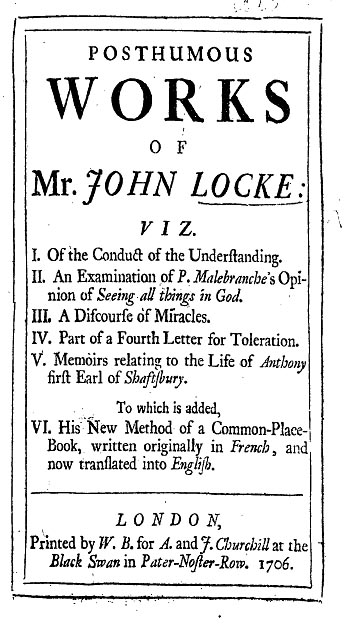
Carátula de la primera edición de La conducta del entendimiento (1706) de Locke.

Sobre la conducta del entendimiento es un escrito de John Locke en el que describe cómo pensar con claridad y de un modo racional, es un libro para autodidactas, una especie de manual de autoformación del gentleman. Escrito en 1690, se puede considerar un complemento a Algunos pensamientos sobre la educación, libro en el que explica su concepción de la educación. 
Este texto, escrito en inglés y titulado Of the Conduct of the Understanding, se publicó por primera vez en 1706 formando parte de un libro llamado Trabajos póstumos de John Locke, que se tradujo a castellano como La conducta del entendimiento y otros ensayos póstumos, aunque otros autores han traducido este escrito como Sobre el empleo del entendimiento.

## La obra
"El instrumento final al que tiene que recurrir el hombre para la conducción de sí mismo es su entendimiento", es la frase con que se inicia este escrito. Aunque Locke destaca la voluntad como eje central en la acción humana señala que el entendimiento dirige las acciones voluntarias, de ese modo afirma: "Pero en verdad las ideas e imágenes en las mentes de los hombres son poderes invisibles que constantemente los gobiernan."
La mala utilización del entendimiento al no estar atento a los vicios naturales que lo deforman es uno de los temas principales tratados en este escrito. Locke hace una enumeración de los temas que influyen y ofrece sus consejos. Así señala que algunos de los problemas de las personas al razonar son:
- No razonar, puesto que supone un esfuerzo, y dejarse llevar por los razonamientos de otros: padres, vecinos, autoridades, ...
- Utilizar más la pasión que la razón, empleando argumentos a favor y olvidando los que se mostrarían en contra.
- Hay personas que desean razonar pero no disponen de una visión plena de todo lo que se relaciona con la cuestión, o sea disponen sólo de un conocimiento parcial de la misma.

A lo largo del escrito va analizando diversos aspectos importantes en la formación personal como: el papel de práctica y el hábito, de los principios, del estudio de las matemáticas, de la religión, de los prejuicios, de la indiferencia, del análisis de sus propios principios, de la importancia de las observaciones y la predisposición, de la necesidad de argumentos, de los riesgos de la precipitación, la anticipación, la conformidad, la irregularidad y la parcialidad.
Una advertencia se refiere a los posibles errores de los grandes lectores, "aquellos que han leído de todo piensan que saben de todo, pero no siempre es así", Locke señala que la lectura puede proporcionar el material para el conocimiento, pero solo a través del entendimiento podríamos hacerlo nuestro. Por tanto propone una lectura crítica en la que se pueda analizar con suficiente detalle lo que ofrece el autor y las ideas en que se fundamenta. En un sentido similar advierte sobre el abuso en la utilización de las palabras, recomendando que no se adopten hasta que no se disponga de una idea clara de su significado.
En su último apartado,Locke reflexiona sobre la transferencia de los pensamientos, así partiendo de la necesidad de que cada hombre disponga de sus propias ideas y pensamientos, destaca las dificultades que se suelen presentar cuando se realiza esta transferencia sin la suficiente reflexión. La influencia de las emociones sobre el entendimiento es muy grande: "¿Quién no ha tenido alguna vez tan atascada su mente por amor o cólera, por miedo o pena, que no ha podido salir hacia otro tema?", de ese modo Locke destaca que las emociones pueden ser un obstáculo para el empleo del entendimiento, por tanto deben conocerse lo mejor posible. Advierte de un modo especial: "Cuando la fantasía esta limitada por la pasión, no se dispone de una mente libre ni con la libertad para elegir nuestros propios pensamientos", por tanto no sería conveniente dejarse llevar por el fluir de nuestros pensamientos.
Este escrito se configuró inicialmente como un capítulo del Ensayo sobre el entendimiento humano. Se trata de una serie de consideraciones prácticas para el autoaprendizaje del gentleman y aunque se escribió en 1690 no se publicó hasta 1706, una vez fallecido John Locke.